# 薑花
薑花（學名：Hedychium coronarium），為薑科薑花屬的多年生植物。
该物種是古巴的国花。

## 名稱
因根莖及葉狀似生薑，因而得名薑花。另有水薑花、野薑花、南薑花、水枸薑、路邊姜、蝴蝶薑、良姜、大良姜、大蘘荷、洋姜野、洋荷、土姜活、土羌活（四川中藥志）、山姜活、山羌活、蝴蝶姜、蝴蝶花、白蝴蝶花、白薑花、白草果、英國花、穗花山奈、夜寒舒及立芨等別名。白色的花卉因外型貌似一長約6－8厘米的白色蝴蝶，於綠草叢中穿梭 ，因而別稱為蝴蝶薑、蝴蝶花及白蝴蝶花。

## 分佈
薑花原生於南亚及东南亚，但全球的亚热带地区都有人为引入。自然分布区域从印度、喜馬拉雅山一带向东延伸至缅甸、中国大陆南方（云南、四川、广西、广东）、香港和台湾，南至泰国、越南，北至中国湖南。斯里兰卡、馬來西亞、印尼、朝鲜半岛、澳洲、夏威夷等太平洋岛屿、加勒比地区、南美洲多国、非洲南部及马达加斯加等地区均有人为引入。多生於水邊、溝邊潮濕處、林邊。

## 栽培
薑花喜陽光充足、高溫潮濕的環境，可耐陰、耐寒但不耐風，以砂質壤土或肥沃保水性良好壤土為佳。因不擅結果，一般採用分株法繁殖。

## 用途
薑花的嫩芽及花可供食用，塊狀莖可作薑的替代品及醃漬，花曬乾之後可以泡茶飲用。
台灣客家部落利用薑花的乾燥根部磨成的粉末作食材，葉包裹成野薑花粽。 亦因薑花帶有獨特的香味，能提煉出芳香精油作香水的製造材料；夏威夷茂伊岛居民運用薑花的乾燥莖部磨成粉末，加入按摩油中以作身體美容之用，及從花苞中提煉出膠狀萃取物供製作洗髮精。本種為白波紋小灰蝶及大白紋弄蝶的寄主。

## 醫藥用途
薑花的根莖及果實入藥，根莖中藥名為路邊薑， 味辛，性溫，歸肺、肝經。根莖冬季採收，除去泥土及莖葉後曬乾；具溫中健胃、解表發汗、祛風散寒、溫經止痛、散寒、消腫止痛等功效，主治風寒表證、風溫痹痛、外感頭痛、身痛、風濕痛、脘腹冷痛、跌打損傷等。果實中藥名為薑花果實，味辛，性溫。果實秋冬兩季採收，剪下果穗曬乾；具溫中健胃、解表發汗、溫中散寒、止痛等功效，主治脘腹脹痛、寒濕鬱滯等。台灣民間相傳薑花的根莖，具散寒、除風、治頭痛、跌打損傷等功效 ，花則能治失眠。

## 形態特徵
薑花是一種多年生草本植物，高約1－2米。根狀莖塊狀，肥厚，貌似薑，具多數細長的根，橫走，香氣濃郁。

### 葉

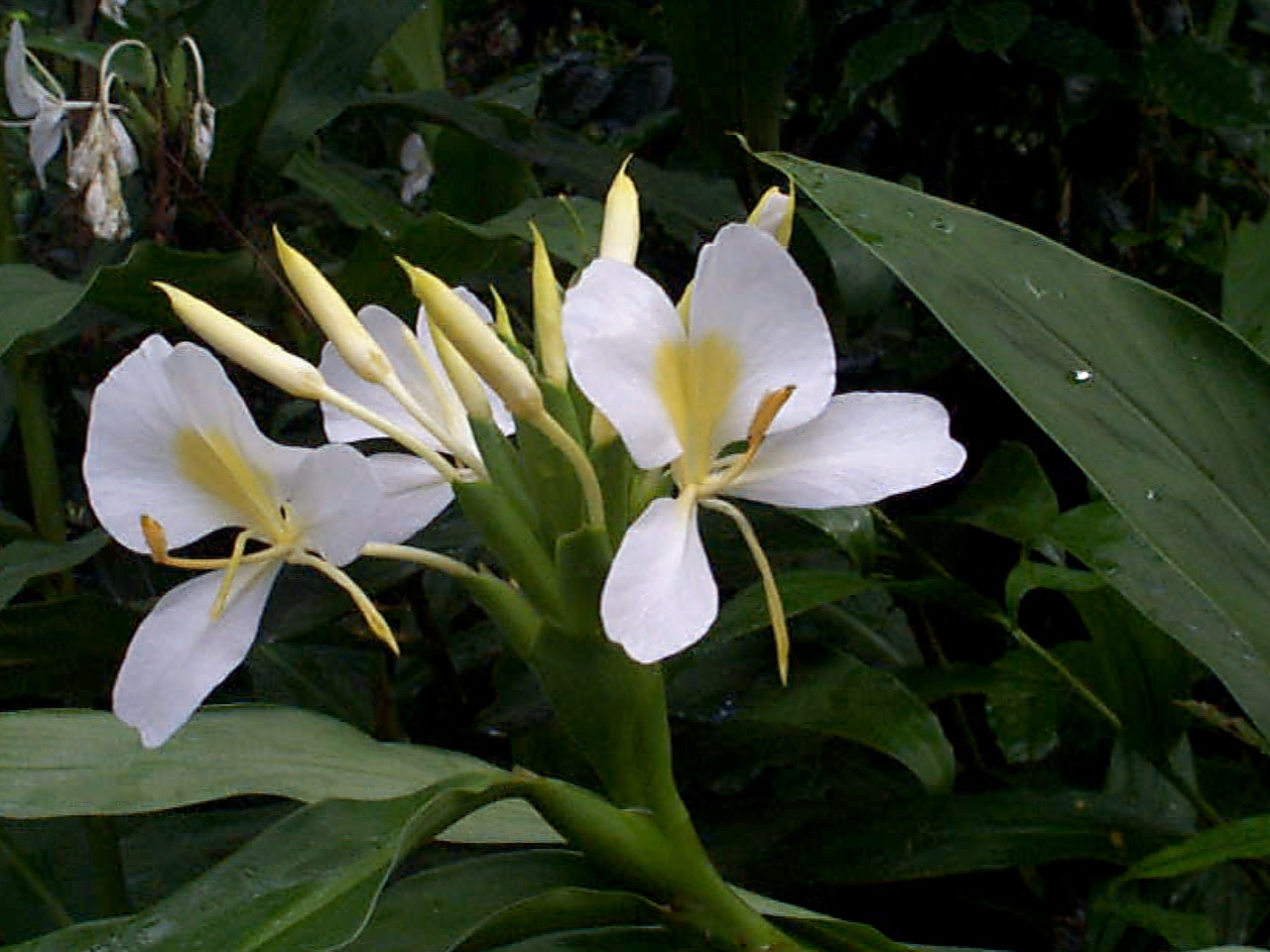
薑花，拍摄於古巴Escambray山

葉為單葉互生，披針形或長橢圓狀披針形，10－21枚，先端長漸尖，基部急尖，翠綠色至深綠色，表面光滑，背面中肋披短柔毛，長約15－60厘米，寬約4.5－15厘米；葉舌薄膜質，長約2－3.5厘米；葉柄長約1厘米或近無柄。

### 花

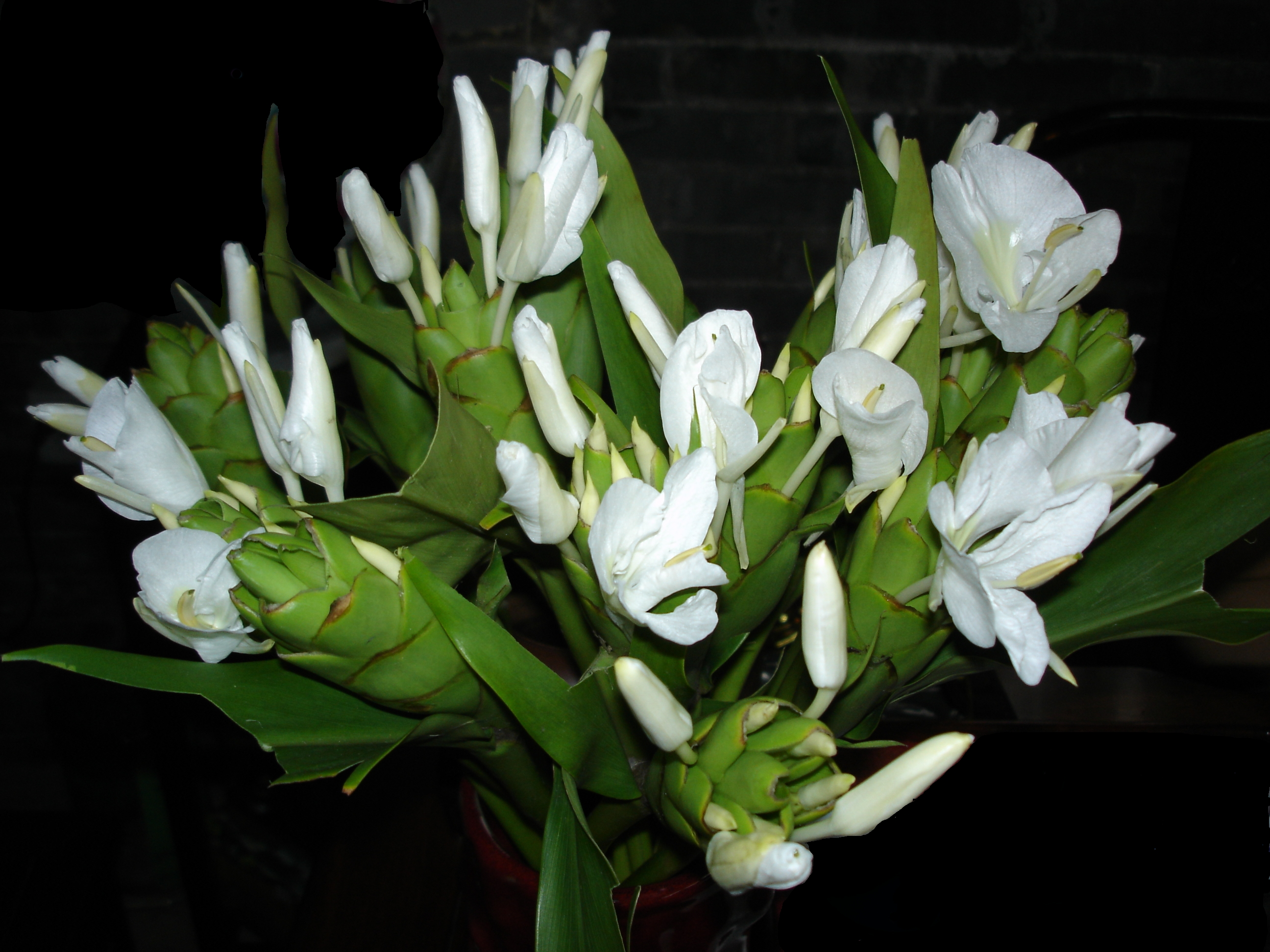
薑花，拍摄於廣州

花為穗狀花序，長橢圓形，頂生，長約9－20厘米，寬約3－9厘米；花白色，外型狀似蝴蝶，芳香，雌雄同株；苞片淺綠色，卵圓形，頂端圓或漸尖，著生，披柔毛，革質，邊緣膜質，覆瓦狀排列，長約4－5厘米，寬約2.5－4厘米；花2－3朵腋生於苞片之內；花萼管細長，無毛，膜質，先端一側開裂，長約4厘米；花冠管白色，中心黃色，纖細呈筒狀 ，末端分裂為3枚狹長形細瓣，長約7－8厘米；花冠裂片3枚，披針形，呈長條捲軸狀，長約4－5厘米，後方的一枚較大，先端具小尖頭，呈兜狀；雄蕊6枚，內外兩輛排列，每輪各3枚；外輪雄蕊1枚退化，2枚瓣化，白色，長圓狀披針形，與花冠裂片近等長，長約5厘米；內輪2枚退化雄蕊及1枚發育雄蕊、花柱及柱頭合生成唇瓣 ；花絲白色，長約2－3.5厘米；花藥藥室長約1.2－1.5厘米；可孕雄蕊花絲長約2－3厘米；雌蕊從]]雄蕊]]的花藥藥隔後方伸出，花柱絲狀，黃白色，包於可孕雄蕊的花絲之內，柱頭頭狀，綠色，披短叢毛；唇瓣倒心形，頂端2裂，白色，基部淡黃色，長約4.5－6厘米，寬約6厘米；子房下位近球形，3室，中軸胎座，披白色柔毛。

### 果
果為蒴果，長橢圓形，橘紅色 ，3瓣狀開裂；種子紅棕色，卵形，具黃紅色絲狀黏性假種皮，假種皮之下為火山口狀種臍，長約4毫米。

## 外部連結
- （简体中文）. 中國自然標本館物种相册.   [September 4, 2011].[]
- （简体中文）. 中國植物圖像庫.   [September 4, 2011].[]
- . 台灣野生植物資料庫.   [September 4, 2011]. （原始内容存档于2016-03-04）.
- . 中央研究院數位典藏資源網.   [September 4, 2011]. （原始内容存档于2009-02-14）.
- . 台灣植物資訊整合查詢系統.   [September 4, 2011]. （原始内容存档于2016-03-04）.
- . 桃米自然保育及生態旅遊協會.   [September 4, 2011]. （原始内容存档于2016-03-05）.
- . 環境資訊中心.   [September 4, 2011]. （原始内容存档于2013-01-30）.
- . 藥用植物圖像數據庫 (香港浸會大學中醫藥學院).   [November 4, 2011]. （原始内容存档于2016-03-04）.